# Pakistan
La República Islàmica del Pakistan o el Pakistan (en urdú: پاکستان) és un estat ubicat al centre-sud d'Àsia. Limita amb l'Índia, l'Iran, l'Afganistan, la Xina i la mar d'Aràbia. Té més de 160 milions d'habitants, la majoria dels quals són musulmans. L'islam hi és la religió oficial. La paraula Pakistan és un acrònim ideat per Choudhary Rahmat Ali, que en urdú vol dir 'país dels purs'.

## Etimologia
El nom Pakistan significa literalment 'Terra dels purs' en urdú i persa. Va ser encunyat el 1933 com a Pakstan per Choudhary Rahmat Ali, un activista del Moviment Pakistanès, que el va publicar en el seu pamflet Now or Never. Figurativament, el nom és un mot creuat que representa els "trenta milions de germans musulmans que viuen a PAKSTAN", referint-se als noms de les cinc regions septentrionals del subcontinent indi: Punjab (Panjab), Afghania (actual Província de la Frontera del Nord-est), Kashmir (Caixmir), Sind (Sind), i Baluchistan (Balutxistan)". La lletra 'i' es va afegir per facilitar la pronúncia i formar el nom correcte lingüísticament.

## Història
La història del Pakistan, el territori del qual, per al període que precedeix la fundació de l'estat l'any 1947, és compartit intermitentment per Afganistan, l'Índia i l'Iran, es pot remuntar fins als principis de la vida humana al sud d'Àsia, bo i estenent-se cap a l'oest fins al subcontinent de l'Índia, i cap a l'est fins a la frontera amb l'altiplà iranià. La regió actual del Pakistan va servir com a terra fèrtil per a algunes de les més importants civilitzacions del sud d'Àsia i com a porta d'entrada del subcontinent a Orient Mitjà i Àsia central.
Pakistan és la llar d'alguns dels més importants jaciments arqueològics, incloent-hi el jaciment més antic d'homínids del Paleolític al sud d'Àsia, situat a la vall del riu Sohan. Situada en la primera ruta de migració costanera de l'anatòmicament modern homo sapiens en sortir de l'Àfrica, la regió va ser habitada d'hora per humans moderns. Els 9.000 anys d'història de la vida en poblats al sud d'Àsia es remunta al Neolític (7000 aC-4300 aC) i es troba al jaciment de Mehrgarh al Pakistan, i els 5.000 anys d'història urbana al sud d'Àsia en diversos llocs de la vall de l'Indus, que inclou Mohenjo Daro i Harappa.

### Neolític
Mehrgarh és un dels jaciments arqueològics més importants del Neolític (7000 aC a 3200 aC); es troba al pla de Balutxistan, i és un dels llocs més antics amb proves d'agricultura (blat i ordi) i de pastura (bestiar: ovelles i cabres) al sud d'Àsia». Mehrgarh va ser descobert el 1974 per un equip arqueològic dirigit pel francès Jean-François Jarrige, i va ser contínuament excavat de 1974 a 1986. L'assentament més antic de Mehrgarh -a la cantonada nord-oest del jaciment de (2 km²)- era una vila agrícola datada entre el 7000 i el 5500 aC.

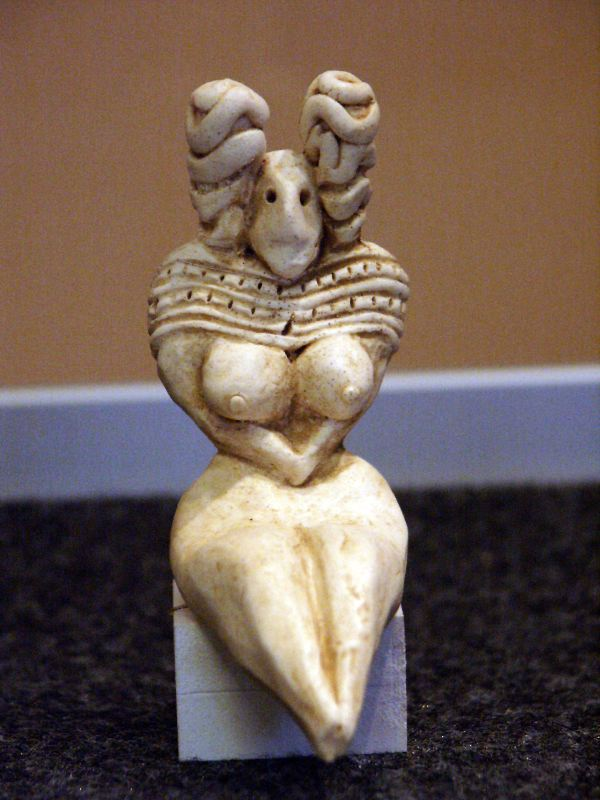
Una petita estàtua trobada a Mehrgarh, c. 3000 aC (Museu Guimet, París)

Els primers residents de Mehrgarh vivien en cases fetes amb toves, emmagatzemaven les collites en graners, fabricaven eines amb malaquita trobada a la rodalia, i impermeabilitzaven les seves grans cistelles contenidores amb betum. Conreaven ordi, blat, farro, gínjols i dàtils; pasturaven ovelles, cabres i bestiar. Els habitants del període següent (5500 al 2600 aC) van posar més esforç en treballs manuals, com l'elaboració d'eines de sílex, adoberia de pells, producció de bijuteria i metal·lúrgia. Aquest indret va estar contínuament habitat fins al 2600 aC.
L'abril de 2006, es va anunciar en la revista científica Nature que l'evidència més antiga (i primera del Neolític primerenc) de la història humana sobre perforar dents in vivo (en una persona viva) fou trobada a Mehrgarh. D'acord amb els autors, «aquí descrivim onze corones molars perforades de nou adults, descobertes al jaciment del Neolític al Pakistan, que data de 7.500 a 9.000 anys enrere. Aquests descobriments ens proporcionen l'evidència d'una llarga tradició d'un tipus de protoodontologia en una primerenca cultura agricultora».
En l'actualitat, Mehrgarh és vist com el precursor de la cultura de la vall de l'Indus.
D'acord amb Ahmad Hasan Dani, professor emèrit d'arqueologia a la Universitat Quaid-i-Azama, a Islamabad, «les troballes a Mehrgarh han canviat completament el concepte de la civilització de l'Indus. Aquí tenim tota la seqüència, just des del principi de la vida en viles sedentàries».
En algun moment entre el 2600 i el 2000 aC, Mehergarh va ser abandonada. Ja que la civilització de l'Indus es trobava en la seva etapa inicial de desenvolupament per aquest temps, s'han fet conjectures que els habitants de Mehrgarh van emigrar a la fèrtil vall de l'Indus, ja que Balutxistan es va convertir en un lloc més àrid a causa de canvis climàtics.

### L'edat de bronze

#### Cultura de la vall de l'Indus

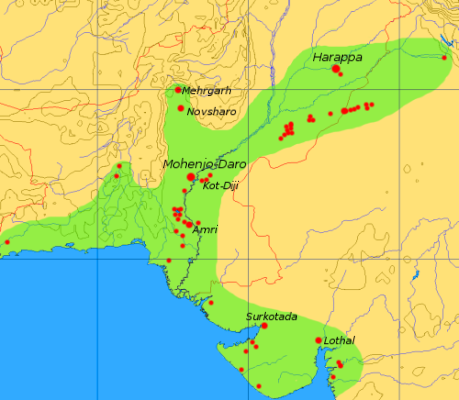
Mapa de la cultura de la vall de l'Indus

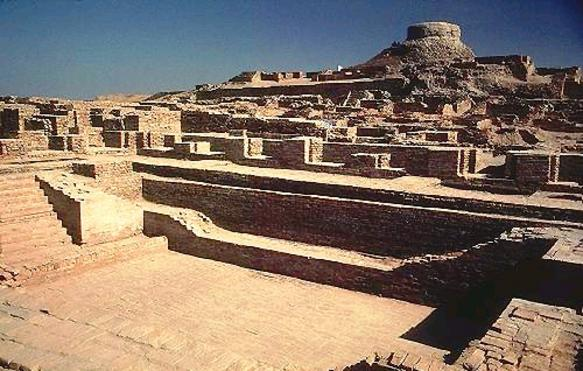
Mohenjo-Daro, a 25 km al sud-oest de Larkana, centre de la cultura de la vall de l'Indus (2600 - 1700 aC)

La cultura de la vall de l'Indus (c. 3300 - 1700 aC) va ser una de les més antigues civilitzacions que s'han ubicat al riu Indus. La civilització de l'Indus va florir al llarg dels segles i feu sorgir la seva cultura al voltant del 3000 aC.
Aquesta civilització comprenia gran part del que avui es coneix com a Pakistan, però de sobte va caure en l'ocàs cap al 1800 aC.
Els assentaments de la civilització de l'Indus s'escampen des del sud i arriben a la costa de l'Índia al mar d'Aràbia, a l'oest arriben fins a la frontera amb Iran, i assoleixen l'Himàlaia al nord. Entre els assentaments, es trobaven els centres urbans d'Harappa i Mohenjo-Daro, així com els de Dholavira, Ganweriwala, Lothal, i Rakhigarhi. Les ruïnes de Mohenjo-Daro van ser el centre de l'antiga societat. En el seu apogeu, alguns arqueòlegs opinen que la civilització de l'Indus va poder haver tingut una població propera als cinc milions de persones.

### Període vèdic

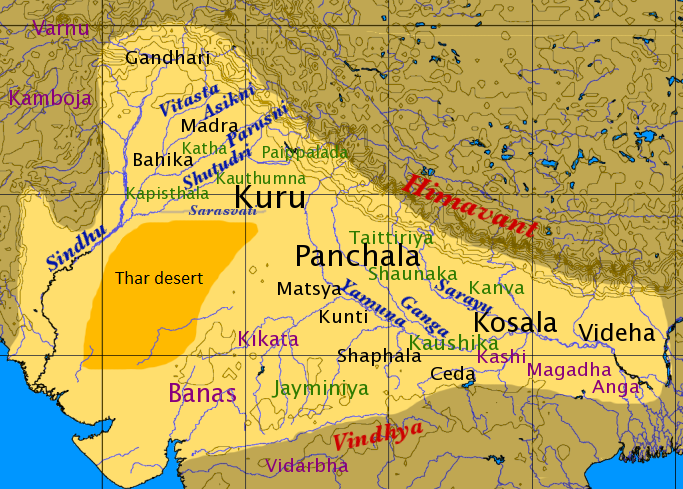
Mapa de la primerenca civilització vèdica de l'edat de ferro (segons Witzel, 1989). Els dominis de les tribus estan marcats en negre; les tribus foranes descrites en texts vèdics es mostren en porpra, i les escoles vèdiques en verd; els rius en blau i el desert de Thar està en taronja

Encara que la cultura de la vall de l'Indus va florir en gran part de l'actual Pakistan durant prop de 1.500 anys, va desaparèixer abruptament al voltant de 1700 aC.
Es creu que un terratrèmol cataclísmic en va poder ser la causa, o alternativament, la dessecació del riu Ghaggar-Hakra.
Poc després, les tribus indoeuropees amb capacitat de comunicació verbal del centre d'Àsia o del sud de les estepes russes es disseminen per la regió.
El poble ari s'establí a la regió dels Sapta Sindhu ('set rius'), que s'estenia des del riu Kabul al nord del riu Saraswati i fins a la part nord dels rius Ganges i Yamuna, i el Doab al sud. Va ser en aquesta regió que els himnes del rig Veda es van compondre i els fonaments de l'hinduisme es van establir. El corrent dominant d'experts situen la cultura vèdica entre el segon mil·lenni aC i la meitat del primer mil·lenni aC, i el final d'aquest període va estar marcat per canvis polítics, culturals i lingüístics.
Encara que no hi ha gaire evidència arqueològica o gràfica de la migració al sud d'Àsia, migracions similars d'indoeuropeus van ser registrades en altres regions.
Per exemple, un tractat signat entre els hitites, els qui van arribar a Anatòlia a principis del segon mil·lenni abans de la nostra era, i l'Imperi mitani «invocava unes certes deïtats: Indar, Uruvna i els Nasatyas» (noms que en el Rigveda apareixen com a Indra, Varuna, Mitra, i els Asvins)".
La ciutat de Tàxila (actualment al Pakistan) es va fer molt important per a l'hinduisme (i posteriorment per al budisme).
Segons l'Enciclopèdia Britànica, el gran llibre èpic hindú Mahabhárata va ser, d'acord amb la tradició, recitat per primera vegada a Tàxila en el gran sacrifici de serps del rei Janamejaya, descendent d'Àryuna, un dels herois de la història."

### Imperi aquemènida

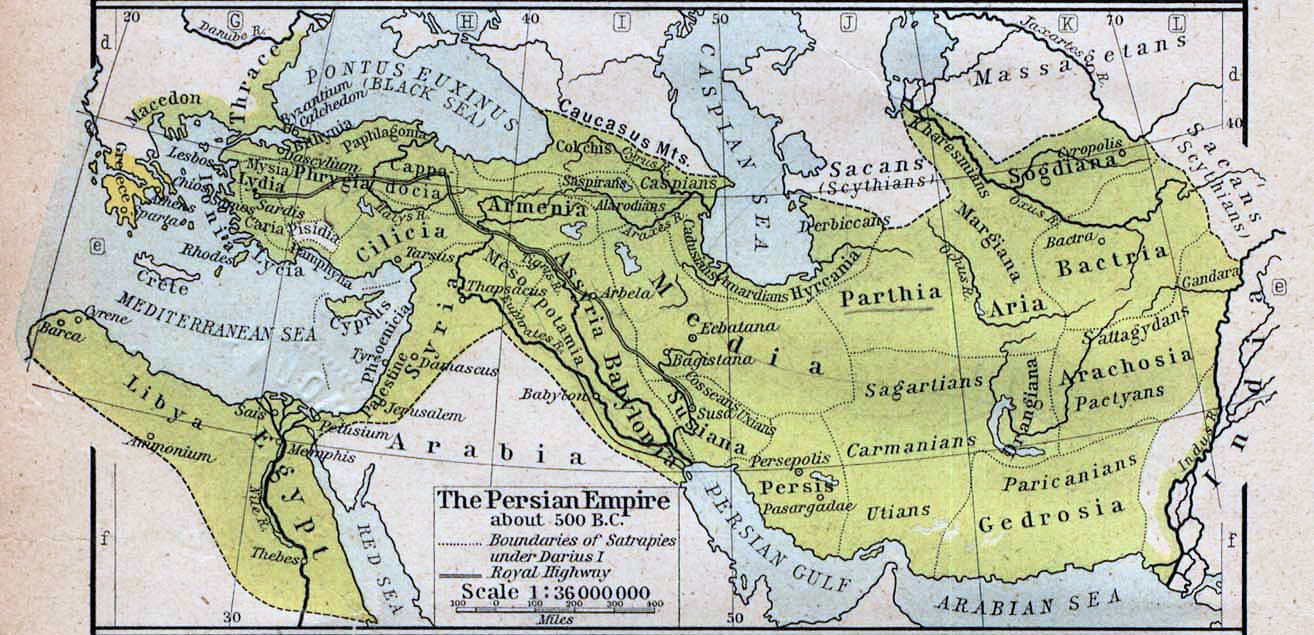
L'imperi aquemènida en el seu apogeu

Els territoris que comprenen Pakistan van ser dominats per l'Imperi persa aquemènida (520 aC) durant el regnat de Darios el Gran fins a la conquesta d'Alexandre Magne. Es va convertir en part de l'imperi com una satrapia, incloent-hi les terres de Panyab, el riu Indus, des de les ribes de Gandhara fins al mar d'Aràbia, i algunes altres parts de l'altiplà de l'Indus. D'acord amb Heròdot d'Halicarnàs, era la satrapia més rica i poblada de les vint satrapies de l'imperi. Va ser durant el domini persa que el nom Índia va ser encunyat. Quan la vall del riu Indus es va convertir en la més oriental de les satrapies dels perses, la van fer nomenar pel riu Indus. Els aris vèdics van anomenar l'àrea Saptha Sindhu pel nom del riu Sindhu. Als perses, els resultava difícil pronunciar la s, i l'anomenaren aleshores Hindu. Per les inscripcions de Darios, van denominar la satrapia Hindush. Els grecs van prendre aquest nom dels perses i van denominar el riu  Indus i la regió Índia. Heròdot, en el seu llibre Històries, descriu la satrapia de Darios com a Índia. El domini aquemènida va durar prop de 186 anys. Els aquemènides van usar escriptura aramea per a la llengua persa. Després del domini aquemènida, l'ús d'escriptura aramea a la plana de l'Indus va disminuir, encara que sabem per inscripcions d'Asoke que continuava en ús fins a dos segles després. Altres formes d'escriptura, com la kharosthi (que deriva de l'arameu) i la grega, es van fer més comunes després de l'arribada dels macedonis i dels grecs.

### Imperi d'Alexandre

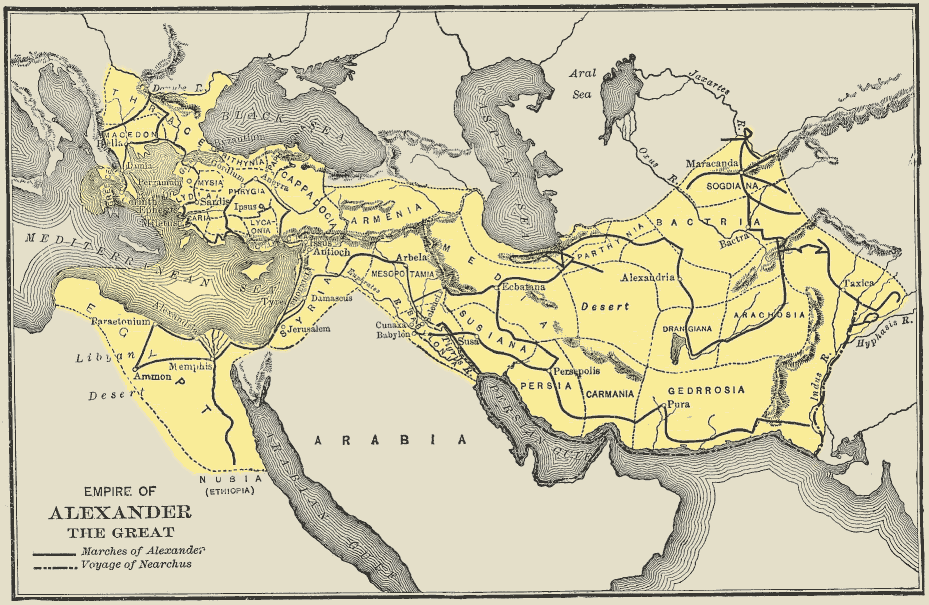
Mapa de l'imperi d'Alexandre

La interacció entre la Grècia hel·lenística i el budisme va començar quan Alexandre el Gran va conquerir Àsia Menor, l'Imperi aquemènida i els territoris del Pakistan en el 334 aC, derrotant Porus en la batalla de l'Hidaspes (aproximadament l'actual Jhelum) i conquerint gran part de la regió de Panyab. Les tropes d'Alexandre es refusaren a passar del riu Beas, el qual actualment flueix per part de la frontera entre l'Índia i el Pakistan, i va portar la majoria del seu exèrcit al sud-oest, afegint a l'imperi gairebé tots els antics territoris que avui abasta l'actual Pakistan.
Alexandre va crear guarnicions per a les seves tropes en els nous territoris, i va fundar nombroses ciutats en les àrees d'Oxus, Aracòsia, i Bactria, i assentaments grecomacedonis a Gandhara, com Tàxila, i Panyab. Les regions incloïen el pas de Khyber -un passatge geogràfic al sud de l'Himàlaia i les muntanyes Hindu Kush- i el pas de Bolan, ambdós en les rutes comercials que connectaven Drangiana, Aracòsia i altres àrees perses i de l'Àsia central fins a l'altiplà del riu Indus.
És a través d'aquestes regions que es va donar la majoria de la interacció entre el sud d'Àsia i l'Àsia central, generant un intens intercanvi cultural i oportunitats comercials.

### Edat d'or
Des del segle iii aC al segle v de la nostra era, la part nord-oest del subcontinent de l'Índia va caure sota una contínua onada d'invasions de saces, parts, kushans i huns turcoiranians.
Hi ha la conjectura que les tribus iranianes van existir a l'oest del Pakistan des d'un període molt d'hora i que les tribus Pashtun habitaven al voltant de l'àrea de Peshawar abans del període d'Alexandre Magne, tribu a la qual Heròdot anomena Paktui, coneguda per ser una temible tribu pagana similar als bactris. Les tribus balochi de l'Iran no hi van arribar sinó fins al primer mil·lenni de la nostra era i no es van poder expandir tant com els Sindh.

#### Dinastia Maurya
La dinastia Maurya va durar prop de 180 anys, gairebé tant com el domini aquemènida, i va començar amb Chandragupta Maurya. Chandragupta Maurya va viure a Tàxila, va conèixer Alexandre i tingué l'oportunitat d'observar l'exèrcit macedoni. Va formar al seu propi exèrcit usant les tàctiques macedònies per a enderrocar la dinastia Nanda a Magadha. Després de la mort d'Alexandre el 10 de juny del 323 aC, els seus diàdocs ('generals') van fundar els seus propis regnes a l'Àsia Menor i Àsia central.
El general Seleuc va formar el seu Imperi Selèucida, que incloïa la regió del Pakistan.
Chandragupta Maurya, prenent avantatge de la fragmentació del poder a conseqüència de la mort d'Alexandre, va envair i va capturar Panyab i Gandhara. Després, la part est de l'Imperi selèucida es va dissoldre per formar l'Imperi grecobactrià (s. III - II aC).
El net de Chandragrupta, Ashoka, és conegut com el més gran dels emperadors mauries. Ashoka el Gran va ser el governant de l'Imperi maurya des del 273 fins al 232 aC.
Convertit al budisme, Ashoka va regnar sobre gairebé tot el sud d'Àsia i parts de l'Àsia central, des de l'actual Afganistan fins a Bengala, i arribant al sud fins a Mysore. Es va convertir al budisme pel remordiment de consciència que va sentir després de la seva conquesta sagnant del Regne de Kalinga a Orissa.
Manà gravar en pedra els Edictes d'Asoke. Gairebé tots els edictes d'Asoke trobats al Pakistan estan escrits en arameu (que va ser la lingua franca a l'Imperi aquemènida) o en kharosthi, que es creu que deriva de l'arameu.

#### Període grecobudista
El grecobudisme és el sincretisme cultural entre la cultura de la Grècia clàssica i el budisme, el qual es va desenvolupar en un període proper als 800 anys en l'àrea d'allò que ara correspon a l'Afganistan i Pakistan, entre el s. IV aC i el s. V.
El grecobudisme va influenciar el desenvolupament artístic (i possiblement conceptual) del budisme, en particular del budisme Mahayana, abans que fos adoptat per Àsia central i del Nord-oest al segle i dC, i finalment dispersant-se a la Xina, Corea i Japó.

### Raj britànic i independència
Des del s. XVIII, la regió va ser gradualment apropiada per la Companyia Britànica de les Índies Orientals -donant com a resultat 90 anys de continu domini britànic, i acabant amb la creació del domini del Pakistan l'any 1947, pels esforços, entre d'altres, del seu futur poeta nacional Allama Iqbal i el seu fundador, Muhammad Ali Jinnah. El domini del Pakistan passà a ser formalment la República Islàmica del Pakistan l'any 1956.
Les terres de l'actual Pakistan eren, originàriament, part de l'Índia que formava part de l'Imperi britànic. De fet, la història del Pakistan modern comença durant l'època colonial britànica. Fou llavors quan alguns musulmans van començar la lluita per tal d'obtenir un estat sobirà. Entre els primers defensors de la idea, en destaquen l'escriptor i filòsof Allama Iqbal i Muhammad Ali Jinnah. Aquest darrer fou qui impulsà els britànics a separar el territori en dos estats: l'Índia, de majoria hindú, i el Pakistan, de majoria musulmana.
Des del 14 d'agost de 1947, data de la partició de l'Índia, fins al 1971, el territori pakistanès estigué dividit en dos per l'Índia. Aquest darrer any, però, la província del Pakistan oriental es rebel·là contra el govern d'Islamabad i, amb ajuda de l'exèrcit indi, declarà la independència, i acabà configurant l'actual estat de Bangladesh.
D'altra banda, la història del Pakistan modern es defineix pels conflictes que manté amb l'Afganistan per la línia Durand (convertida en punt clau per a la seguretat global), i el pols constant amb l'Índia pel territori del Caixmir. Poc després de la independència, els dos països ja s'enfrontaren militarment per aquest territori. La guerra tornà a esclatar posteriorment el 1965 i el 1971.
La història política pakistanesa està dividida en períodes alternats de dictadures militars i governs democràtics civils. Malgrat la proclamació de la Constitució i la declaració del país com a República islàmica el 1956, els militars van prendre el control del govern el 1958, i el mantingueren durant poc més de deu anys. Poc després de la Guerra indopakistanesa de 1971, s'establí un govern civil que seria interromput el 1979 amb l'execució pública de Zulfiqar Ali Bhutto, sentenciat per la Cort Suprema per la mort d'un opositor polític.
Als anys 80, el Pakistan va rebre l'ajuda de diferents països occidentals i de l'Orient Mitjà per fer front a l'amenaça que significava la invasió soviètica de l'Afganistan. L'entrada de milers de refugiats afganesos al país (considerada la major població refugiada del món) causà un fort impacte al Pakistan. El govern militar del general Muhammad Zia-ul-Haq hagué de fer front a l'entrada de gran quantitat d'armes i drogues, així com a l'expansió de la llei islàmica. El 1988, el govern tornà a mans dels civils, amb la mort del dictador i la següent elecció de Benazir Bhutto.
Durant deu anys, des del 1988 fins al 1998, el Pakistan fou governat per civils, alternant-se en la presidència Benazir Bhutto i Nawaz Sharif. Tots dos van ser escollits en dues ocasions i retirats a continuació acusats de corrupció. El creixement econòmic dels primers anys va decaure a la fi d'aquest període, marcat per polítiques econòmiques erràtiques i associades amb la corrupció política i els favors a tercers. Tanmateix, també es va veure influenciat per la crisi financera asiàtica i les sancions econòmiques rebudes arran de les proves nuclears de 1998.
A les eleccions de 1997, el partit de Nawaz Sharif va rebre un gran suport popular, cosa que li va permetre ser escollit com a primer ministre i tenir el suport necessari en el Parlament per a poder modificar la Constitució. Sharif introduí certs canvis a la Carta Magna per tal d'eliminar el balanç i les verificacions formals que limitaven el poder del primer ministre. Un autoritarisme creixent i la corrupció del gabinet, però, portaren Sharif a índexs de popularitat molt baixos. Finalment, el 1999, la intervenció de l'exèrcit, liderada pel general Pervez Musharraf, posà fi al govern de Sharif i instaurà la dictadura. A la fi d'any, un nou conflicte amb l'Índia pel Caixmir va estar a punt d'esclatar en una nova guerra entre les dues potències nuclears.

## Política
Pakistan és una república democràtica federal i parlamentària, que té l'islamisme com a religió oficial. La primera constitució del país va ser adoptada el 1956, però suspesa pel general Muhammad Ayub Khan, que la va substituir el 1962. Una constitució completa va ser adoptada el 1973, però va ser suspesa pel general Muhammad Zia-ul-Haq el 1977 i va ser reinstal·lada el 1985.

## Economia
El Pakistan és un país en vies de desenvolupament que ha hagut d'enfrontar-se a molts problemes polítics i econòmics. Tot i ser un país molt pobre el 1947, la seva taxa de creixement ha estat superior a la mitjana mundial en les quatre dècades posteriors, però polítiques imprudents van conduir a un recés a la fi dels anys 90. Recentment, les àmplies reformes econòmiques han resultat en una economia més segura vista des d'inversors estrangers i ha accelerat el creixement sobretot en el sector secundari i el sector terciari. Hi ha hagut grans millores en el mercat de valors i una millora i enfortiment de la seva moneda. El deute extern per al 2005 era de 40.000 milions de dòlars. Tanmateix, té assessorament i assistència del Fons Monetari Internacional (FMI), i una significativa condonació del seu deute pels Estats Units.

## Subdivisió administrativa
Províncies:
- Balutxistan
- Frontera del Nord-oest
- Panjab
- Sindh

Territoris:
- Territori de la capital Islamabad
- Àrees Tribals Administrades Federalment
- Dues províncies, la de la frontera nord-occidental i la del Balutxistan, també tenen àrees tribals administrades provincialment. Probablement esdevindran districtes provincials.

Zones del Caixmir administrades pel Pakistan:
- Azad Kashmir (Azad vol dir 'lliure' o 'independent' en urdú)
- Territoris del Nord

## Esports

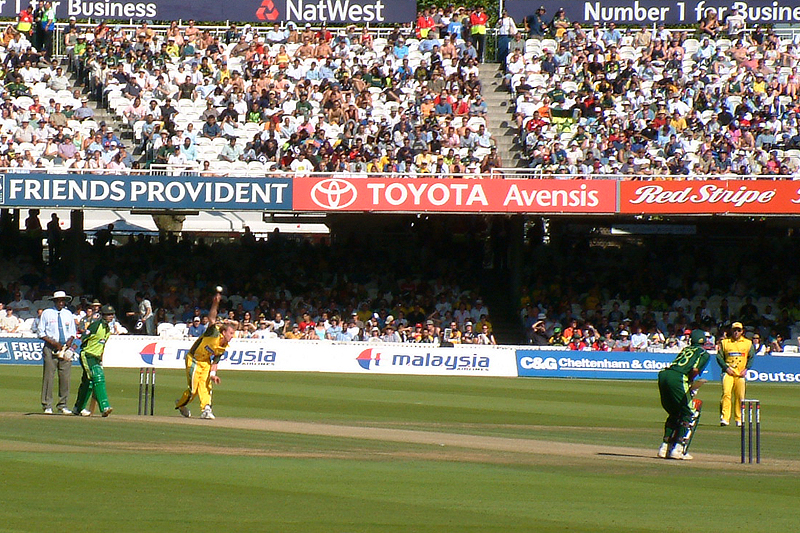
El criquet és l'esport més popular al Pakistan

L'hoquei sobre herba i el polo són els esports nacionals del Pakistan, encara que el criquet és l'esport més popular i es juga arreu del Pakistan. El polo és considerat un esport tradicional i és àmpliament jugat en les zones septentrionals.
En els darrers anys, s'ha produït una disminució de l'activitat esportiva al Pakistan, en els esportistes pakistanesos que participen en molts dels esdeveniments internacionals. A causa de l'atac a l'equip de Sri Lanka de criquet a Lahore el 2009 i altres atemptats terroristes comesos amb bombes, el Pakistan ha estat considerat un país insegur i en l'estranger els esportistes en general es neguen a recórrer el país. En particular, el Pakistan va ser desposseït dels drets de la coorganització de la copa del món de criquet 2011 arran de l'atac a la selecció de Sri Lanka. La mida dels equips que envia el Pakistan, i el nombre d'esdeveniments en els quals participen en els jocs olímpics i els jocs de la Commonwealth disminuí a partir del canvi de segle.
També hi ha hagut una reestructuració dels tornejos nacionals, i s'han creat noves instal·lacions i equips. Això n'ha fet millorar els resultats generals.

## Galeria d'imatges

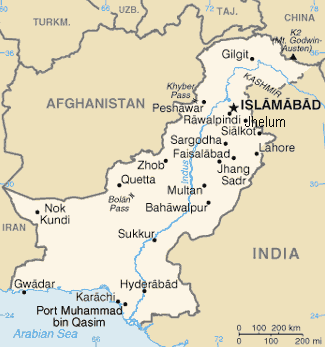
Mapa del Pakistan (en anglès)
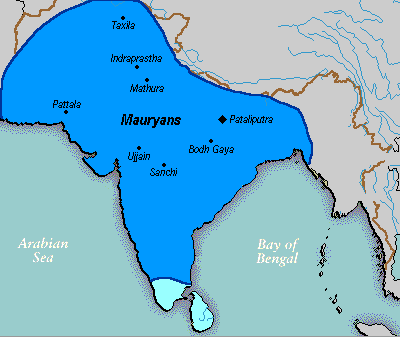
L'Imperi maurya en la seva màxima extensió territorial, per l'any 265 aC, en temps d'Aśoka el Gran.
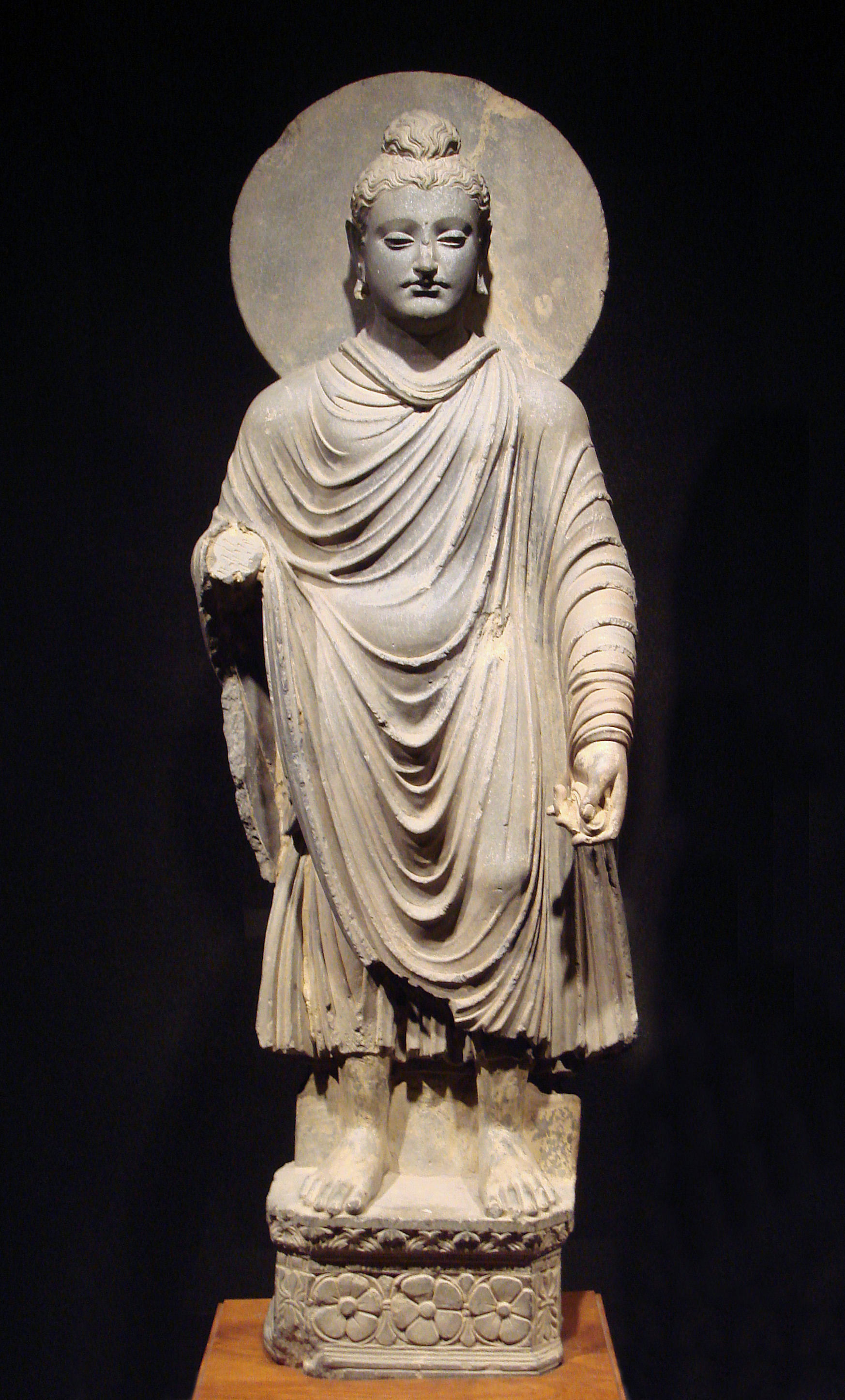
grecobudista (Museu Nacional de Tòquio)
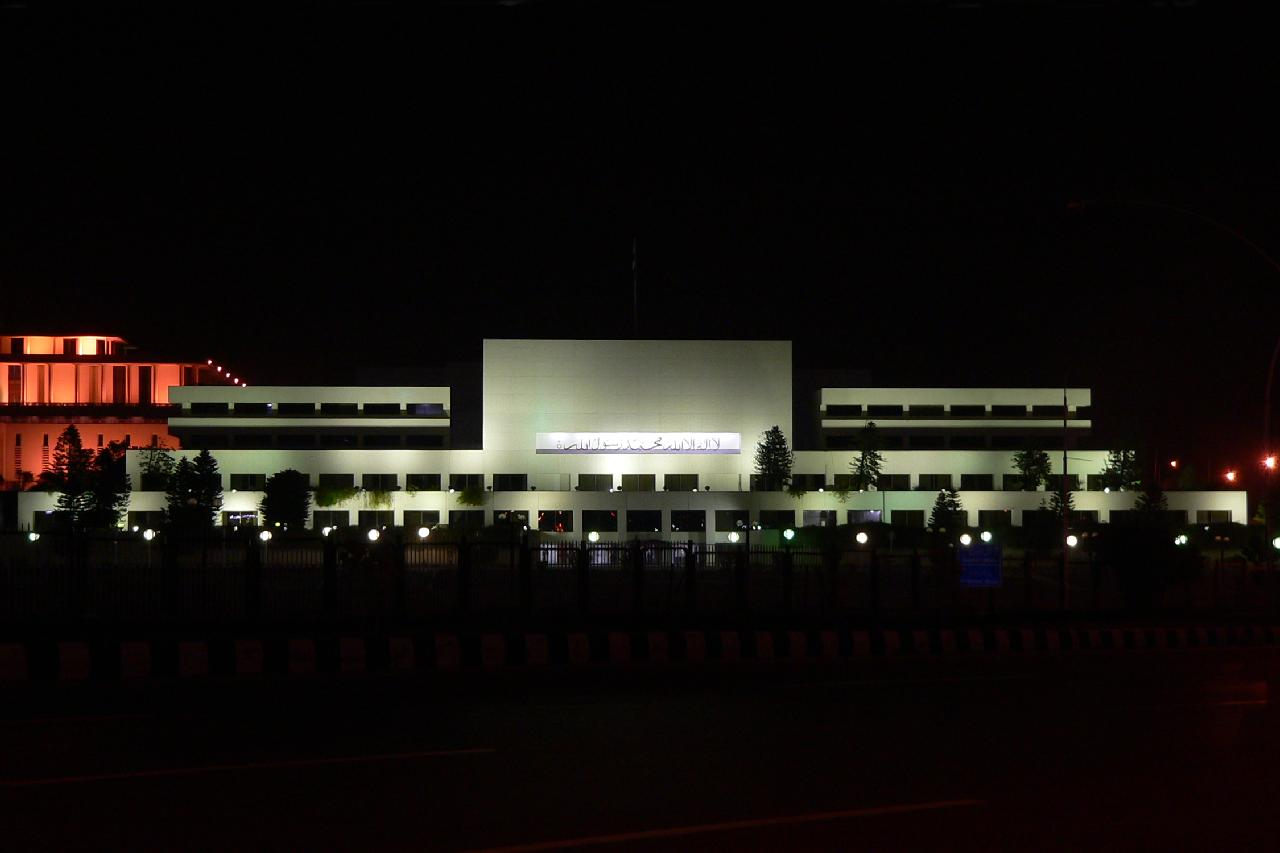
Parlament del Pakistan